# قانون الحاق دولت جمهوری اسلامی ایران به کنوانسیون پالرمو
قانون الحاق دولت جمهوری اسلامی ایران به کنوانسیون سازمان ملل متحد برای مبارزه با جرائم سازمان‌یافته فراملی یک لایحه مصوب مجلس شورای اسلامی در سال ۱۳۹۶ برای پیوستن به کنوانسیون مبارزه با جرائم سازمان‌یافته فراملی (کنوانسیون پالرمو) مصوب دسامبر ۲۰۰۰ سازمان ملل متحد برای مبارزه با جرائم سازمان‌یافتهٔ فراملی است. این مصوبه از سوی شورای نگهبان رد شد. پس از کش‌وقوس‌های فراوان، سرانجام در سال ۱۴۰۴ توسط مجمع تشخیص مصلحت نظام، تبدیل به قانون شد.

## رأی‌گیری
لایحه الحاق ایران به کنوانسیون پالرمو در ۴ بهمن ۱۳۹۶ به صحن علنی مجلس آمده و کلیات و جزئیات آن به تصویب رسید. به دلیل مخالفت شورای نگهبان با برخی از بندهای این لایحه، نمایندگان مجلس شورای اسلامی در دو مرتبه به اصلاح ایرادات شورای نگهبان پرداختند.
عدم مشارکت برخی نمایندگان در رأی‌گیری‌های مجلس، مورد انتقاد جدی قرار دارد.
محمدباقر قالیباف رئیس مجلس شورای اسلامی در ۳۱ اردیبهشت ۱۴۰۴ در نامه‌ای به رئیس‌جمهور، مطابق اصل ۱۲۳ قانون اساسی «قانون الحاق دولت جمهوری اسلامی ایران به معاهده (کنوانسیون) سازمان ملل متحد برای مبارزه با جرائم سازمان‌یافته فراملی» را برای اجرای ابلاغ کرد. این قانون از طرف مجمع تشخیص نظام در ۲۴ اردیبهشت ۱۴۰۴ موافق با مصلحت نظام تشخیص داده شد.
| موضوع رأی‌گیری  | تاریخ         | موافق            | مخالف           | ممتنع          | عدم مشارکت      | نتیجه    |
| -------------- | ------------- | ---------------- | --------------- | -------------- | --------------- | -------- |
| کلیات و جزئیات | ۴ بهمن ۱۳۹۶   | ۱۳۲ از ۲۲۶ (۵۸٪) | ۸۰ از ۲۲۶ (۳۵٪) | ۱۰ از ۲۲۶ (۴٪) | ۴ از ۲۲۶ (۲٪)   | تصویب شد |
| اصلاحیه اول    | ۲۰ خرداد ۱۳۹۷ | ۱۳۶ از ۲۵۶ (۵۳٪) | ۸۹ از ۲۵۶ (۳۵٪) | ۱۱ از ۲۵۶ (۴٪) | ۲۰ از ۲۵۶ (۸٪)  | تصویب شد |
| اصلاحیه دوم    | ۳ مهر ۱۳۹۷    | ۱۴۱ از ۲۴۴ (۵۸٪) | ۴۶ از ۲۴۴ (۱۹٪) | ۹ از ۲۴۴ (۴٪)  | ۴۸ از ۲۴۴ (۲۰٪) | تصویب شد |